# Dorota Bartnik
Dorota Bartnik (ur. 4 listopada 1974) – polska lekkoatletka, płotkarka, specjalizująca się w biegu na 400 metrów przez płotki, medalistka mistrzostw Polski.

## Kariera sportowa
Była zawodniczką AZS Poznań i Olimpii Poznań.
Na mistrzostwach Polski seniorek na otwartym stadionie wywalczyła jeden medal - brązowy w biegu na 400 metrów ppł w 1995. 
Rekord życiowy na 400 m ppł: 60,05 (17.07.1993)